# Хімена (ураган, 2009)
Ураган «Хімена» (англ. Hurricane Jimena) — другий за потужністю ураган тихоокеанського сезону ураганів 2009 року, і разом з ураганом «Норберт» став найсильнішим тропічним циклоном, який досяг західної частини півострова Нижня Каліфорнія.
Коли шторм обрушився на сушу, Хімена завдала шкоди на 173,9 мільйона доларів США. Система вбила чотирьох людей на півострові. У південній частині Нижньої Каліфорнії місто Мулеге було зруйноване, інші райони регіону також зазнали великих збитків. У Сонорі випала рекордна кількість опадів, у деяких районах випало понад 20 дюймів (510 мм). Загальний збиток у штаті склав 37 мільйонів доларів США, п'ятеро людей загинули, а ще двоє вважаються зниклими безвісти. Залишки шторму також викликали грози на південному заході Сполучених Штатів, завдавши незначної шкоди.

## Метеорологічна історія

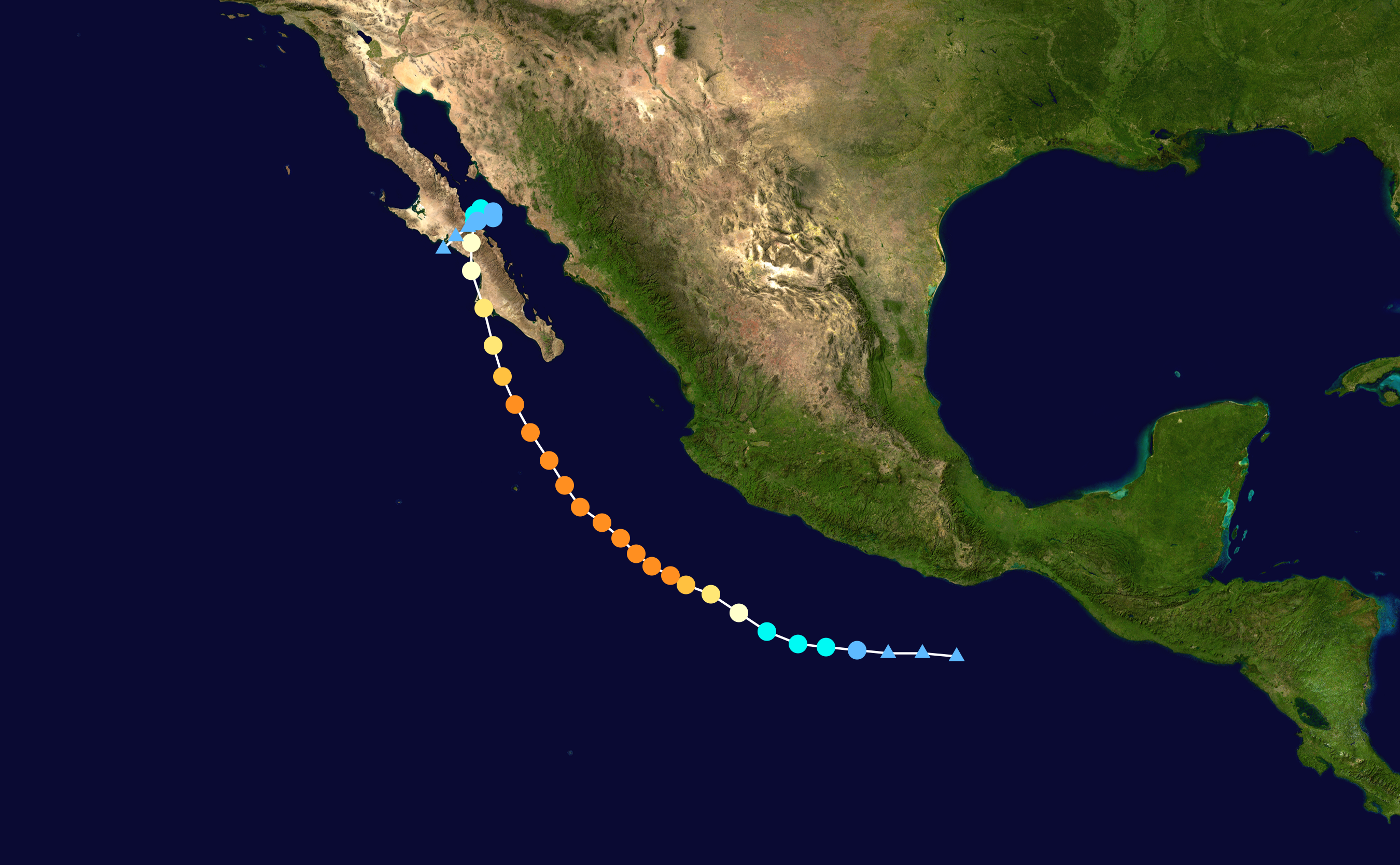
Карта шляху і інтенсивності Урагану Рік за шкалою Саффіра-Сімпсона

Ураган «Хімена» походить від тропічної хвилі, яка рушила від західного узбережжя Африки 15 серпня. Тропічна хвиля перетнула Атлантичний океан з незначним або без конвективного розвитку. 25 серпня Національний центр спостереження за ураганами почав спостереження за широкою зоною низького тиску, коли система була розташована над Центральною Америкою. Пізніше того ж дня система рухалася на захід і увійшла в східну частину Тихого океану. Спочатку ніяких ознак додаткового розвитку не було. Проте злива та грозова активність почали посилюватися, і 27 серпня у хвилі утворилася  область низького тиску. Близько 18:00 UTC 28 серпня мінімум був достатньо організований для того, щоб Національний центр спостереження за ураганами (NHC) назвав систему Тропічної депресією 13-E. Ставши тропічним циклоном, була розташована приблизно в 220 милях (355 км) на південь від Акапулько. Рухаючи на захід у відповідь на хребет середньої висоти над Мексикою, западина посилилася до тропічного шторму 00:00 UTC 29 серпня. Однак у реальному часі її класифікували лише вранці 29 серпня, хоча вона знаходилася на відстані 250 миль (400 км) на захід від Акапулько.
Тропічний шторм Хімена показав лише невелику область штормового вітру після того, як був названий; однак невеликі розміри шторму дозволили його подальшу інтенсифікацію. Глибока конвекція розвивалася навколо центру циркуляції та чітко вираженої конвективної живильної смуги на півночі. Швидке посилення почало відбуватися вранці 29 серпня, оскільки розвинулася надзвичайно глибока конвекція, а на супутникових зображеннях було показано розвиток ока в центрі шторму. До цього часу Хімена повернула на північний-захід і рухалася над дуже високою температурою поверхні моря, в середньому 86 °F (30 °C). Інтенсивність урагану була підвищена до 2 категорії пізно ввечері 30 серпня і була підвищена до третього великого урагану в сезоні – шторму зі швидкістю вітру 111 миль/год (179 км/год) або більше – вранці 30 серпня, коли око стало видно на супутникових знімках. Продовжуючи посилюватися, його було підвищено до 4 категорії лише через шість годин після того, як він став великим ураганом і через 24 години після того, як став тропічним штормом. Тим часом око стало чіткішим.

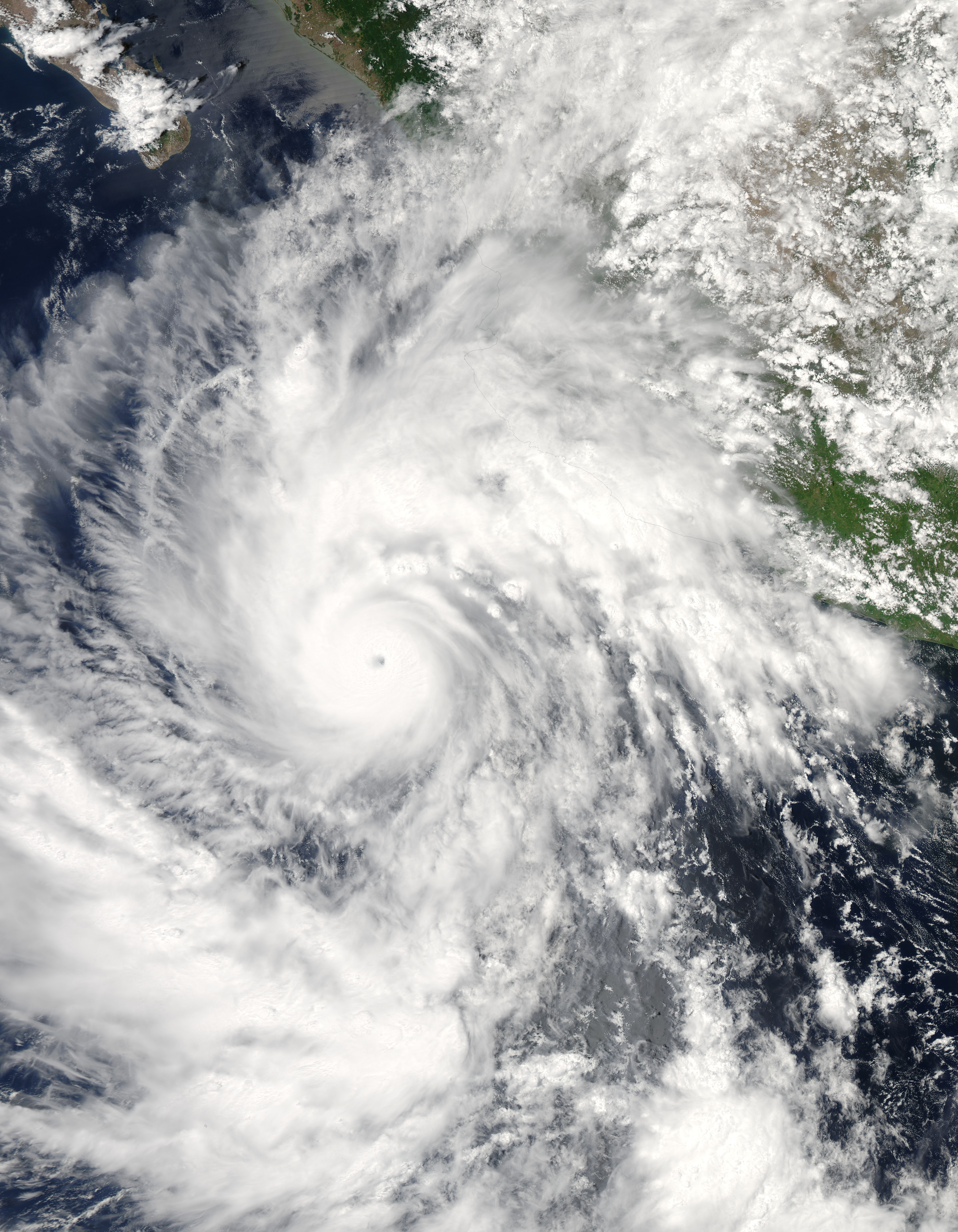
Ураган Хімена посилюється на південний захід від Халіско 30 серпня

Пізно ввечері 29 серпня інтенсивність циклону дещо впала але циклон залишився 4 категорії через цикл заміни очної стінки, коли одне око замінюється іншим. Цикл тривав ще 24 години лише для того, щоб почати ще один сплеск посилення. До вечора 31 серпня мисливці за ураганами заміряли швидкість вітру 155 миль/год (250 км/год) і тиск 931 мбар (гПа; 27,49 дюйма рт. ст.), тоді як потужний циклон почав повертати на північ через тропічний шторм Кевін і область низького тиску на захід від Нижньої Каліфорнії. Зсув вітру посилювався, коли ураган рухався над водою, яка дедалі прохолоднішала. Незважаючи на невелике ослаблення, метеорологи очікували що Хімена залишатиметься сильним ураганом, оскільки шторм перемістився на берег. Цього не сталося, і Хімена неухильно слабшала. 1 вересня мисливці за ураганами виявили, що Хімена слабшає, повідомляючи про швидкість вітру 145 миль/год (230 км/год) і тиск 940 мбар (гПа; 27,76 дюйма рт. ст.). Приблизно через 12 годин після польоту інтенсивність вітру Хімени впала нижче потужного урагану, незважаючи на посилення конвекції.
2 вересня о 12:00 UTC Хімена вийшла на острів Сан-Маргарита, Нижня Каліфорнія-дель-Сур, зі швидкістю вітру 105 миль/год (165 км/год) і тиском 971 мбар (гПа; 28,67 дюйма рт. ст.). Через годину Хімена здійснила другий вихід на сушу (після повторного входу в Тихий океан) з такою ж інтенсивністю біля Кабо-Сан-Ласаро. Потім він перемістився над сушею, ослабши до 1 категорії пізніше того ж дня, лише щоб повернутись у море як ураган 1 категорії. Ураган втретє обрушився на сушу біля Сан-Хунасіо зі швидкістю вітру 85 миль/год (150 км/год). Після третього падіння на сушу Хімена повернулася до статусу тропічного шторму над сушею. Після виходу в Каліфорнійську затоку, а посилення зсуву вітру продовжувало послаблювати Хімену. Пізно ввечері 3 вересня Хімена була лише мінімальним тропічним штормом. Він повернув на захід, послаблюючись у тропічну депресію наступного дня. Зі швидкістю вітру 30 миль/год (45 км/год) система здійснила четвертий і останній вихід на сушу біля Санта-Розалії, південна Нижня Каліфорнія. Протягом п'яти годин тропічна депресія перетворилася на залишковий мінімум. Опівдні 5 вересня залишковий мінімум розсіявся; однак залишкова циркуляція Хімени продовжувала просуватися на захід у Тихий океан ще кілька днів.

## Підготовка
Після того, як Хімена перетнула Центральну Америку, NHC відзначила ймовірність місцевих сильних опадів, які поширилися на більшу частину Центральної Америки та на крайній південний захід Мексики. Оскільки шторм рухався паралельно мексиканському узбережжю, представникам регіону було запропоновано спостерігати за прогресом системи, і офіційні особи в цьому районі відкрили укриття через ризик сильного вітру. Вдень 31 серпня уряд штату Сонора оголосив синє попередження для 14 муніципалітетів у південній частині штату. Пізніше того ж дня синє попередження було оновлено до зеленого, посилаючись на ризик великої кількості опадів.
Вранці 31 серпня, приблизно за 54 години до виходу на сушу, уряд Мексики оголосив спостереження за ураганом від Байя-Магдалена до Сан-Еварісто на півдні півострова Нижня Каліфорнія. Надзвичайний стан був оголошений у п’яти округах південної Нижньої Каліфорнії на прохання місцевого уряду. У Ла-Пасі жителі кинулися купувати продукти до того, як магазини закрилися, а жителі забили вікна. Мешканці Лос-Кабоса несамовито запасалися необхідними продуктами перед ударом тропічного циклону. 31 серпня цивільна оборона Лос-Кабоса оголосила, що їм доведеться евакуювати 20 000 сімей зі своїх домівок. Чиновники закликали загалом 10 000 людей евакуюватися. Більшість людей евакуювали; однак вони побоювалися, що речі будуть вкрадені, якщо вони підуть. Незважаючи на те, що їм було важко евакуювати, чиновникам вдалося евакуювати 15 000 людей, які проживають у районах, схильних до ураганів. Однак багато людей, наприклад туристи та бідняки, не змогли евакуюватися, хоча 2000 іноземців залишили район Лос-Кобос. 30 серпня Роббі Берг з Національного центру спостереження за ураганами зазначив, що залишки ураганів можуть допомогти ліквідувати пожежу в Каліфорнії, а також інтереси Нижня Каліфорнія повинна стежити за прогресом системи.

## Наслідки

### Південно-західна Мексика
В Акапулько шторм завдав незначних збитків, але порти в цьому районі залишалися відкритими. Крім того, штати Герреро, Коліма та Халіско постраждали від селевих зсувів, зсувів та сильних дощів від зовнішніх дощових смуг, пов’язаних із системою.

### Південь Нижньої Каліфорнії

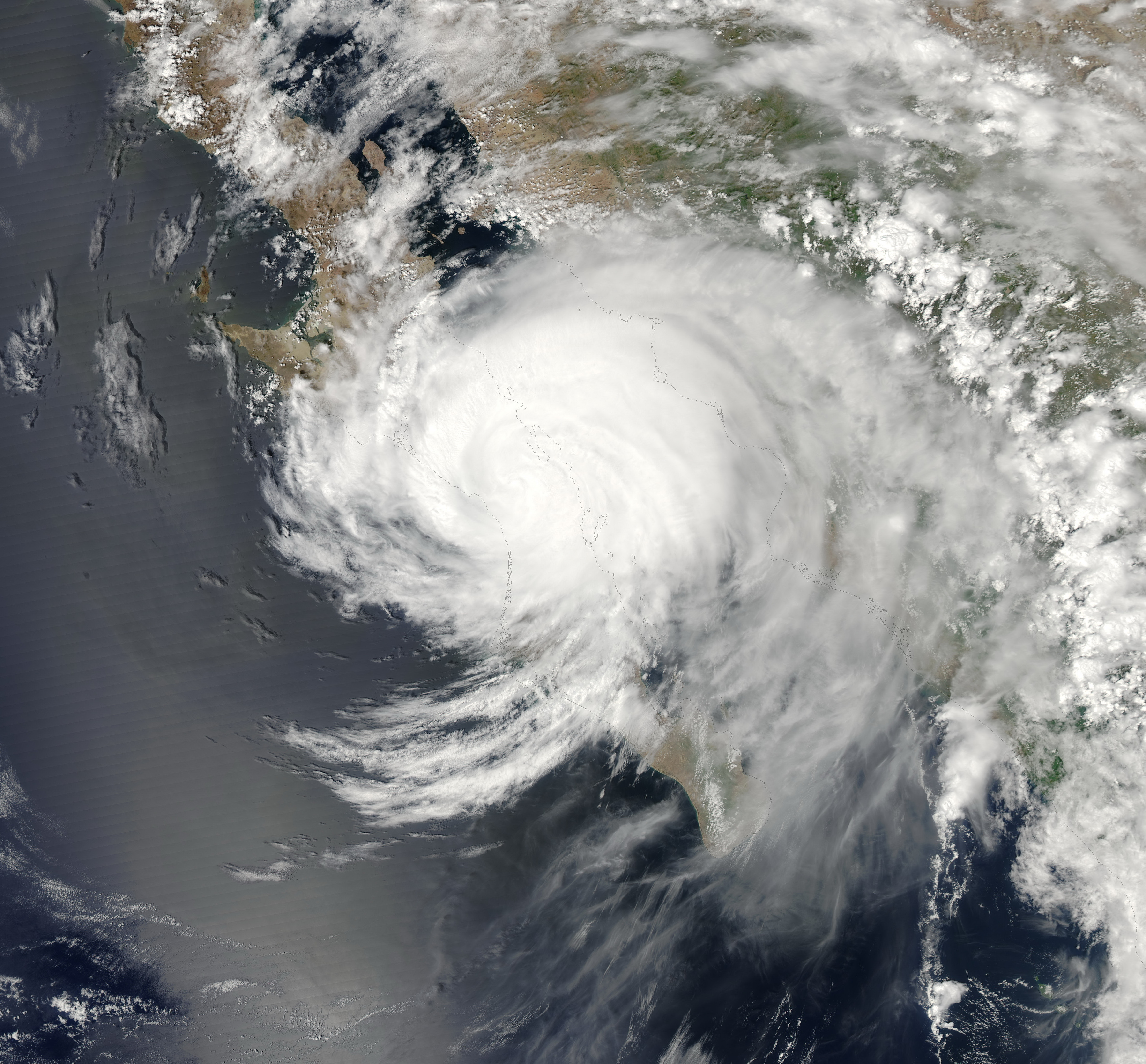
Ураган "Хімена" над півостровом Нижня Каліфорнія 2 вересня